# Martin 2-0-2
El Martin 2-0-2 fue un avión comercial introducido en 1947. El avión de ala fija con motor de dos pistones fue diseñado y construido por Glenn L. Martin Company .

## Diseño
Glenn L. Martin, presidente de la empresa, pretendía que el Modelo 2-0-2 fuera un reemplazo del Douglas DC-3 . También fue conocido como el "Ejecutivo Martín".
El primer vuelo del modelo fue en noviembre de 1946. La certificación civil completa se obtuvo en agosto de 1947, varios meses antes que los tipos de aviones competidores. La producción total de 2-0-2 y 2-0-2A fue de 47 aviones. 
El avión no estaba presurizado, pero se consideró un avión de pasajeros de largo alcance. El fatal accidente en 1948 del vuelo 421 de Northwest Airlines reveló un grave problema estructural en las alas. La fatiga del metal estructural fue el problema en un larguero de ala importante. Se utilizó la aleación 7075- T6, que es susceptible a agrietamiento por corrosión bajo tensión y baja tenacidad. El avión de pasajeros fue puesto a tierra y se hicieron modificaciones. Se rediseñaron los componentes del ala y se reemplazaron los motores. El tipo cambiado fue designado Martin 2-0-2A.

## Historial Operativo
El 13 de noviembre de 1945, Pennsylvania Central Airlines compró una flota de 35 Martin 2-0-2 de Glenn L. Martin Company por $ 7,000,000. Dos semanas después, Colonial Airlines anunció que comprarían 20 aviones por $ 4,000,000, programados para entrega en 1947. A principios del próximo año, Martin anunció que Pennsylvania Central Airlines había ordenado 15 2-0-2 más. llevando el total de aviones pedidos a principios de enero de 1947 a 137 aviones, con un valor de venta de $ 27.000.000. A pesar del anuncio de estos grandes pedidos, los términos del contrato permitían a las aerolíneas cancelarlos sin penalización alguna. El 2-0-2 no estaba presurizado, a diferencia del Convair 240 de la competencia.. Por lo tanto, a medida que aumentaron los retrasos en la producción, todas las aerolíneas, excepto Northwest, TWA,LAN y LAV cancelaron sus pedidos y solo se entregaron a las aerolíneas 31 2-0-2 y 12 2-0-2A.  El primer vuelo programado estaba en el noroeste entre Minneapolis y Chicago el 13 de octubre de 1947.
El 2-0-2 fue el primer avión sometido a la entonces nueva 'Prueba de servicio acelerado' de la CAA, presentada el 15 de mayo de 1947. En esta prueba, un avión de pasajeros debía someterse a una rigurosa prueba de 150 horas, intentando exprimir el servicio de un año. en una semana a 10 días de vuelo. El 2-0-2 hizo tal prueba visitando unas 50 ciudades en 7 días. En cada ciudad, se realizaron inspecciones exhaustivas de los sistemas de la aeronave para evaluar cómo ocurriría el desgaste o mal funcionamiento.
TWA y Northwest, clientes iniciales del 2-0-2, finalmente vendieron los suyos a California Central y Pioneer Airlines. Más tarde, Allegheny Airlines adquirió muchos de los 2-0-2 como parte de los planes de expansión de la compañía, a partir del 1 de junio de 1955. Finalmente, adquirieron un total de 18 aviones.
Sólo se sabe que sobrevive uno de este tipo de aviones, en el Salón de la Fama de la Aviación y el Museo de Nueva Jersey .
Este avión de pasajeros finalmente se convirtió en el Martin 4-0-4 , que tuvo más éxito.

## Variantes
Martin Company designó las siguientes cantidades para las aerolíneas (aunque no todas fueron construidas), enumeradas por el número de modelo de Martin
2-0-2
prototipo bimotor: 3, en 1946
2-0-2FL
transporte comercial bimotor, Chile: 4, en 1947
2-0-2NW
transporte comercial bimotor, Northwest Airlines : 25, en 1947
2-0-2LAV
transporte comercial bimotor, Venezuela: 2, en 1947
2-0-2A
transporte comercial bimotor, Trans World Airlines : 21, en 1947
2-0-2E
transporte comercial bimotor, Eastern Air Lines : 25, en 1947

## Operadores del Martin 2-0-2

### Operadores civiles
Chile
- LAN Airlines  tuvo 4 modelo 202

 Colombia
Aeroproveedora
 Japón
- Japan Airlines

 México
- Servicios Aéreos Baja

 Panamá
- RAPSA Panama

 Estados Unidos
- Admiral Airlines
- Allegheny Airlines
- California Central Airlines
- Martin Air Transport
- Modern Air Transport
- Northwest Airlines
- Pacific Air Lines
- Pioneer Air Lines
- Southeast Airlines (Florida)
- Southwest Airways
- Trans World Airlines
- Transocean Airlines

 Venezuela
- Línea Aeropostal Venezolana

## Accidentes e incidentes
El Martin 2-0-2 tuvo 13 accidentes e incidentes con pérdida de casco, de los cuales nueve fueron accidentes fatales.
[1
- 29 de agosto de 1948 - El vuelo 421 de Northwest Airlines se estrelló después de perder un ala cerca de Winona (Minnesota), Estados Unidos, con 37 muertes.
- 7 de marzo de 1950: el vuelo 307 de Northwest Orient Airlines se estrelló tras chocar contra un asta de bandera cerca de Minneapolis-Saint Paul, Minnesota, Estados Unidos, con 15 muertos, dos de ellos en tierra.
- 13 de octubre de 1950 - Un Northwest Orient 2-0-2 se estrelló en un vuelo de entrenamiento en Almelund, Minnesota, con 6 muertos.
- 7 de noviembre de 1950 - El vuelo 115 de Northwest Orient se estrelló contra una montaña cerca de Butte, Montana, Estados Unidos, con 21 muertes.
- 16 de enero de 1951: el vuelo 115 de Northwest Orient se estrelló cerca de Reardon, Washington, Estados Unidos, después de una repentina pérdida de control inexplicable durante el crucero. 10 muertes.
- 5 de noviembre de 1951: el vuelo 5763 de Transocean Air se estrelló al acercarse a Tucumcari, Nuevo México, Estados Unidos, con una muerte.
- 9 de abril de 1952: Japan Airlines Mokusei (que operaba como vuelo 301 de Northwest Airlines) se estrelló contra el volcán Mihara, isla Ōshima, Japón, con 37 muertes.
- 12 de enero de 1955 - El vuelo 694 de Trans World Airlines fue destruido en una colisión en el aire con un Douglas DC-3 cerca de Covington, Kentucky, Estados Unidos, con 13 muertos y dos en el DC-3.
- 14 de noviembre de 1955 - Un 2-0-2 de Allegheny Airlines sufrió un colapso del tren de aterrizaje durante un vuelo de entrenamiento, aterrizó en el aeropuerto de Wilmington-Newcastle y sufrió daños irreparables.
- 30 de diciembre de 1955 - Un 2-0-2 de Southwest Airlines fue destruido en el incendio de un hangar en San Francisco, California, Estados Unidos.
- 21 de agosto de 1959 - Un Pacific Air Lines 2-0-2A sufrió daños irreparables después de un incidente en tierra con un Comando C-46 en Burbank, California, Estados Unidos.
- 1 de diciembre de 1959: el vuelo 371 de Allegheny Airlines se estrelló contra una montaña en la aproximación a Williamsport, Pensilvania, Estados Unidos, con 25 muertes.
- 2 de noviembre de 1963 - Un 2-0-2 de Allegheny Airlines sufrió daños irreparables en Newark, Nueva Jersey, Estados Unidos.

## Especificaciones (Martin 2-0-2)

### Características Generales
- Tripulación: 2
- Capacidad: 40 pasageros
- Carga útil: 9270 lb (4200 kg)
- Longitud: 71 pies 4 pulg (21,74 m)
- Envergadura: 93 pies 3 pulg (28,42 m)
- Altura: 28 pies 5 pulg (8,66 m)
- Área del ala: 864 pies cuadrados (80,3 m²)
- Peso vacío: 25 086 lb (11 379 kg)
- Peso máximo al despegue: 39 900 lb (18,098 kg)
- Planta motriz: 2 × Pratt & Whitney R-2800 CA-18 Double Wasp motor radial de 18 cilindros refrigerado por aire , 1.800 hp (1.300 kW) cada uno (potencia normal), 2.400 hp (1.800 kW) (despegue con inyección de agua)
- Hélices: Hamilton Standard 2H17K3-48R de 3 palas , 3,99 m (13 pies 1 pulgada) de diámetro

### Rendimiento
- Velocidad máxima: 311 mph (501 km / h, 270 kn) a 14.000 pies (4.300 m)
- Velocidad de crucero: 293 mph (472 km / h, 255 kn) a 12,000 pies (3,700 m)
- Velocidad de pérdida: 76 mph (122 km / h, 66 nudos)
- Alcance: 635 mi (1022 km, 552 nmi) 36 pasajeros, equipaje y 1,000 lb (450 kg) de carga, reservas para 200 mi (170 nmi; 320 km) más 45 minutos
- Techo de servicio: 33.000 pies (10.000 m)
- Velocidad de ascenso: 2200 pies / min (11 m / s)
- Carrera de despegue a 50 pies (15 m): 1,565 pies (477 m)
- Carrera de aterrizaje desde 50 pies (15 m): 1,720 pies (520 m)

- Datos: Q665071
- Multimedia: Martin 202 / Q665071